# Glaciar Weddell
El Glaciar Weddell (en inglés: Weddell glacier) es un glaciar de aproximadamente 3,7 km de longitud (2 millas náuticas), que se encuentra al norte de la isla Georgia del Sur. Este glaciar fluye hacia el norte hacia la bahía Paz, entre la punta Will y el cabo Carlota. Este glaciar fue cartografiado por primera vez por el grupo alemán del International Polar Year Investigations durante los años 1882 y 1883. El nombre del glaciar fue asignado en honor a James Weddell, un capitán de la Marina Real Británica que visitó la isla en el año 1823.